# General Charles Ashley
General Charles Ashley (Londres vers 1770 – Pimlico, barri de Londres 21 d'agost de 1818) fou un músic anglès.
General era el fill gran de John Ashley, que assolí alguna celebritat com a violinista. Va ser alumne de Giardini i Barthelemon, i amb els seus tres germans (Richard-John James i Charles Jane) va participar en la commemoració de Händel en 1784, ocasió en la qual els joves músics es van distingir clavant l'escut d'un violinista italià al seu seient i omplint el seu violí amb mitjans penics, els procediments de la qual es queixava en veu tan alta que Jordi III va enviar a l'orquestra per esbrinar el que va ocasionar la pertorbació.
General Charles Ashley va conduir l'orquestra del seu pare en els oratoris del Covent Garden, dels quals, després de la mort de John Ashley, es va convertir en gerent conjunt amb el seu germà Charles Jane. El 3 d'abril de 1791 va ser nomenat membre de la Royal Society of Musicians. El 2 de març de 1804 es va casar amb la senyoreta Chandler, i, en no tenir família i una fortuna força considerable, poc després es va retirar de la seva professió.
Va morir a King's Row, Pimlico, el 21 d'agost de 1818.